# Charles Pic
Charles Pic (Montélimar, 15 de fevereiro de 1990) é um automobilista francês.
Irmão do também piloto Arthur Pic, estreou em 2010 na GP2 Series. Em 2011 disputou a competição pela Addax Team. 

## Fórmula 1
Disputou a Campeonato Mundial de Fórmula 1 de 2012 pela equipe Marussia F1 Teame terminou a temporada em 21º lugar, sua melhor colocação foi a 12ª colocação no GP do Brasil. Em 2013 foi contratado pela Caterham F1 Team.

## Resultados das corridas da F1
| Ano  | Equipe           | Chassis        | Motor              | 1      | 2      | 3      | 4       | 5       | 6       | 7      | 8      | 9      | 10     | 11      | 12     | 13     | 14     | 15      | 16      | 17     | 18      | 19      | 20     | Pontos | Posição  |
| ---- | ---------------- | -------------- | ------------------ | ------ | ------ | ------ | ------- | ------- | ------- | ------ | ------ | ------ | ------ | ------- | ------ | ------ | ------ | ------- | ------- | ------ | ------- | ------- | ------ | ------ | -------- |
| 2012 | Marussia F1 Team | Marussia MR01  | Cosworth CA2012 V8 | AUS 15 | MAL 20 | CHN 20 | BHR Ret | ESP Ret | MON Ret | CAN 20 | EUR 15 | GBR 19 | ALE 20 | HUN 20  | BEL 16 | ITA 16 | CIN 16 | JAP Ret | COR 19  | IND 19 | EAU Ret | EUA 20  | BRA 12 | 0      | NC (21º) |
| 2013 | Caterham F1 Team | Caterham CT-03 | Renault RS27 V8    | AUS 16 | MAL 14 | CHN 16 | BHR 17  | ESP 17  | MON Ret | CAN 18 | GBR 15 | ALE 17 | HUN 15 | BEL Ret | ITA 17 | CIN 19 | COR 14 | JAP 18  | IND Ret | EAU 19 | EUA 20  | BRA Ret |        | 0      | NC (20º) |